# Hohenölsen
Hohenölsen este o comună din landul Turingia, Germania.